# استفان برندز
استفان برندز پروتکل های اصلی رمزنگاری فناوری U-Prove شرکت مایکروسافت را طراحی کرده است. نسخه های قبلی این پروتکل ها توسط دیجی کش،   Zero-Knowledge Systems ،  Credentica و کنسرسیومی از بانک ها و سازمان های IT اروپا اجرا شده است.   برای دریافت جزئیات فنی، به کتاب استفان برندز با عنوان "بازنگری در زیرساخت های کلید عمومی و گواهینامه های دیجیتال"، که توسط انتشارت MIT منتشر شده است، مراجعه کنید. 
برندز یک طراح اصلی در مایکروسافت، یک استاد کمکی در دانشگاه مک گیل و یک مشاور هیئت محافظت از داده های کانادا و مرکز اطلاعات الکترونیکی حریم خصوصی می باشد.